# Hirtaeschopalaea fasciculata
Hirtaeschopalaea fasciculata är en skalbaggsart som beskrevs av Stefan von Breuning 1938. Hirtaeschopalaea fasciculata ingår i släktet Hirtaeschopalaea och familjen långhorningar. Inga underarter finns listade i Catalogue of Life.